# Stolpersteine in Gaggenau

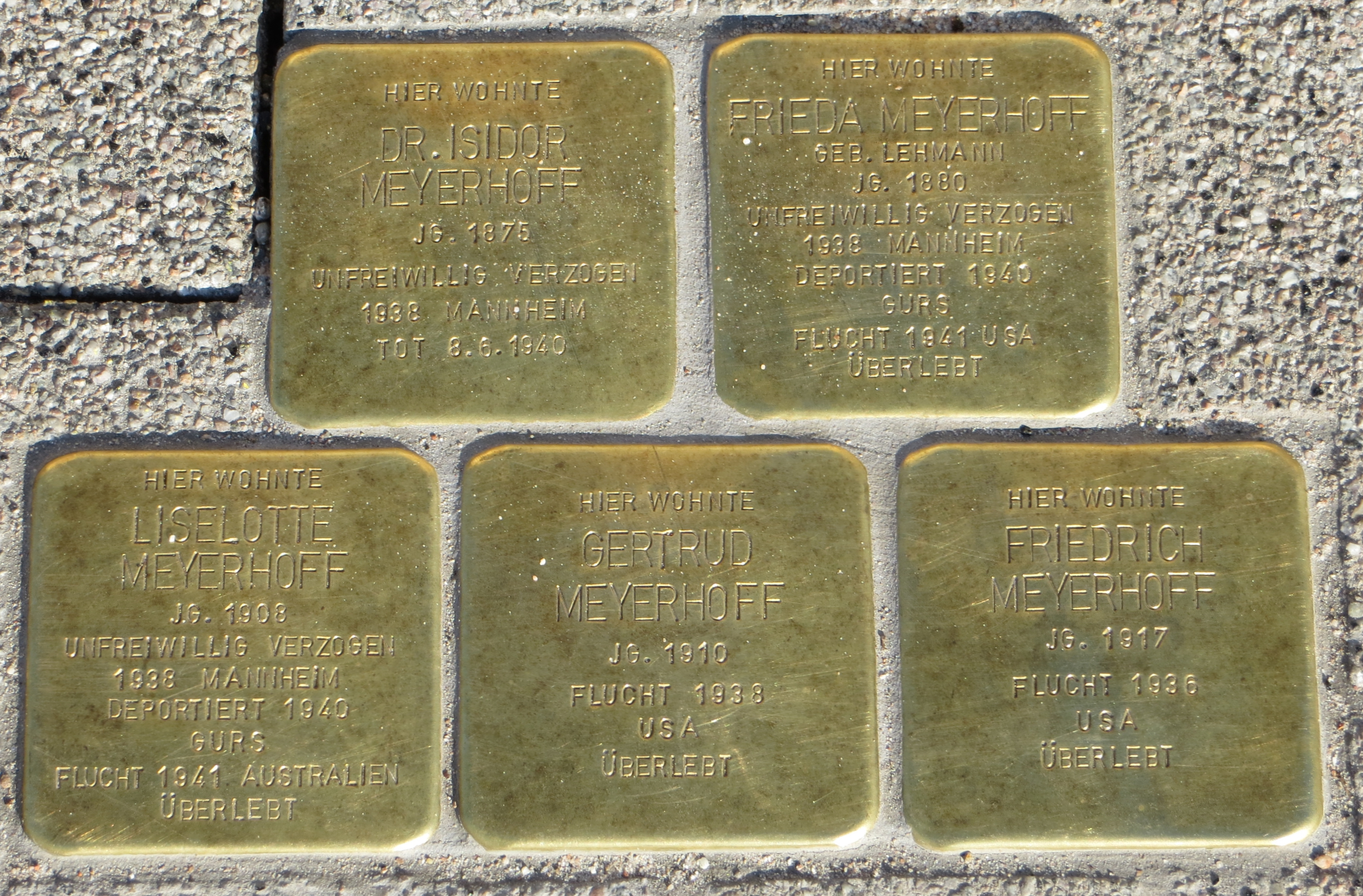
Stolpersteine „Familie Meyerhoff“ (Murgtalstraße 101)

Die Stolpersteine in Gaggenau sind besondere Pflastersteine in Gehwegen, die an die Opfer der nationalsozialistischen Diktatur in der Stadt Gaggenau im baden-württembergischen Landkreis Rastatt in Deutschland erinnern sollen.

## Stolpersteine
Die Stolpersteine sind ein Projekt des Künstlers Gunter Demnig. Mit diesen kleinen Gedenktafeln soll an das Schicksal der Menschen erinnert werden, die während des Nationalsozialismus ermordet, deportiert, vertrieben oder in den Suizid getrieben wurden.
Stolpersteine sind kubische Betonsteine mit einer Kantenlänge von zehn Zentimetern, auf deren Oberseite sich eine individuell beschriftete Messingplatte befindet. Sie werden in der Regel vor den letzten frei gewählten Wohnhäusern der NS-Opfer niveaugleich in die Pflaster der Gehwege eingelassen. Mittlerweile gibt es über 61.000 Steine (Stand: Juli 2017) nicht nur in Deutschland, sondern auch in 21 weiteren europäischen Ländern. Die Stolpersteine sind das größte dezentrale Mahnmal der Welt.
Am 7. Oktober 2009 wurden in Gaggenau die ersten Stolpersteine verlegt.
Anmerkung: Das Datum unter dem jeweiligen Bild gibt an, wann der Stein verlegt wurde.

## Verlegte Stolpersteine
| Stolperstein | Inschrift | Verlegeort          | Name, Leben |
| ------------ | --- | ------------------- | --- |
|              | HIER WOHNTE NATHAN KAHN JG. 1878 GEDEMÜTIGT / ENTRECHTET FLUCHT IN DEN TOD 1933                                                      | Hauptstraße 97 ·    | Nathan Kahn (1878–1933) |
|              | HIER WOHNTE THEODOR KÖHLER .... | Landstraße 34 ·     | Theodor Köhler |
|              | HIER WOHNTE EMILIE MAIER GEB. LADENBURGER JG. 1881 DEPORTIERT 1940 GURS ERMORDET IN AUSCHWITZ                                        | Landstraße 49 ·     | Emilie Maier, geborene Ladenburger (1881–1940/45) |
|              | HIER WOHNTE HANS MEIER JG. 1922 VERHAFTET 1941 ERMORDET 1941 IN MAUTHAUSEN                                                           | Landstraße 49 ·     | Hans Maier (1922–1941) |
|              | HIER WOHNTE JULIUS MAIER JG. 1872 DEPORTIERT 1940 GURS ERMORDET IN AUSCHWITZ                                                         | Landstraße 49 ·     | Julius Maier (1872–1940/45) |
|              | HIER WOHNTE FRIEDA MEYERHOFF GEB. LEHMANN JG. 1880 UNFREIWILLIG VERZOGEN 1938 MANNHEIM DEPORTIERT 1940 GURS FLUCHT 1941 USA ÜBERLEBT | Murgtalstraße 101 · | Frieda Meyerhoff, geborene Lehmann (1880-) |
|              | HIER WOHNTE FRIEDRICH MEYERHOFF JG. 1917 FLUCHT 1936 USA ÜBERLEBT                                                                    | Murgtalstraße 101 · | Friedrich Meyerhoff (1917-) |
|              | HIER WOHNTE GERTRUD MEYERHOFF JG. 1917 FLUCHT 1936 USA ÜBERLEBT                                                                      | Murgtalstraße 101 · | Gertrud Meyerhoff (1917-) |
|              | HIER WOHNTE DR. ISIDOR MEYERHOFF JG. 1875 UNFREIWILLIG VERZOGEN 1938 MANNHEIM TOT 8.6.1940                                           | Murgtalstraße 101 · | Isidor Meyerhoff war Arzt und ließ die Villa Murgtalstraße 101 während des Ersten Weltkriegs erbauen. Nach Misshandlungen bei einem Hausbesuch verließ Meyerhoff das Murgtal und zog mit seiner Familie nach Mannheim, wo er 1940 verstarb. Seine Frau und die Kinder überlebten den Holocaust. |
|              | HIER WOHNTE LIESELOTTE MEYERHOFF JG. 1908 UNFREIWILLIG VERZOGEN 1938 MANNHEIM DEPORTIERT 1940 GURS FLUCHT 1941 AUSTRALIEN ÜBERLEBT   | Murgtalstraße 101 · | Lieselotte Meyerhoff (1908-) |
|              | HIER WOHNTE ZERLINE STENGEL GEB. MAIER JG. 1858 DEPORTIERT 1943 ERMORDET IN AUSCHWITZ                                                | Murgtalstraße 101 · | Zerline Stengel, geborene Maier (1858–1943/45) |
|              | HIER WOHNTE AUGUSTA STERN .... | Landstraße 34 ·     | Augusta Stern |
|              | HIER WOHNTE JULIE STERN GEB. LAUPHEIMER JG. 1891 DEPORTIERT 1940 GURS ERMORDET IN AUSCHWITZ                                          | Landstraße 34 ·     | Julie Stern, geborene Laupheimer (1891–1940/45) |
|              | HIER WOHNTE LUDWIG STERN JG. 1886 VERHAFTET 1938 ERMORDET 1938 IN DACHAU                                                             | Landstraße 34 ·     | Ludwig Stern (1886–1938) |